# ماکروپینوزوم
ماکروپینوزوم‌ها نوعی محفظهٔ سلولی هستند که در نتیجهٔ قطره‌خواری (ماکروپینوسیتوز) ایجاد می‌شوند.

## تشکیل
آن‌گونه که توصیف شده‌است ماکروپینوزوم‌ها از طریق یک مکانیسم موج‌مانند یا از راه تشکیل قطب چادری (tent-pole) تشکیل می‌شوند که هر دوی این فرایندها نیازمند پلیمریزاسیون سریع ساختارهای غنی از اکتین هستند.

## عملکرد
ماکروپینوزوم‌ها عمدتاً در جذب املاح از مایعات برون‌سلولی عمل می‌کنند. ماکروپینوزوم‌ها هنگامی که درون سلول قرار می‌گیرند، تحت یک فرایند بلوغ قرار گرفته که مشخصهٔ آن افزایش بیان ژن Rab7 در طول مسیر اندوسیتوز است. آن‌ها در انتها به لیزوزوم‌ها ملحق می‌شوند و محتویات ماکروپینوزوم تجزیه می‌شود.

## تنظیم
فعال‌سازی PI-3K و فسفوئینوزیتید فسفولیپاز سی برای تشکیل ماکروپینوزوم در فیبروبلاست‌ها ضروری است. اعضای خانوادهٔ SNX نیز در تشکیل ماکروپینوزوم مهم هستند. نشان داده شده‌است که آدنوزین منوفسفات حلقه‌ای باعث افزایش برگشت از ماکروپینوزوم‌ها می‌شود.

## نقش در بیماری‌زایی
از آنجایی که فرایند ماکروپینوسیتوز غیر اختصاصی است، بسیاری از پاتوژن‌ها از ماکروپینوزوم‌ها برای آلوده کردن سلول‌های هدف خود استفاده می‌کنند. به این ترتیب، پاتوژن‌های وارد شده در ماکروپینوزوم‌ها از موانع و انسدادهای موجود مانند غشای پلاسمایی و ازدحام سیتوپلاسمی هنگام حرکت به درون سیتوپلاسم مصون هستند. یک مثال، ویروس ابولا است که مسئول بیماری ویروسی ویرانگر ابولا است که تشکیل ماکروپینوزوم را پس از اتصال به سطح سلول هدف تحریک می‌کند. ویروس واکسینیا (VACV)، یکی از اعضای خانوادهٔ پاکس‌ویریده، همچنین نشان داده شده‌است که تا حدی از ماکروپینوسیتوز برای ورود به سلول‌ها استفاده می‌کند. هر دو شکل عفونی ویروس واکسینیا یعنی ویریون بالغ (MV) و ویریون پوششی (EV)، ماکروپینوسیتوز خود را با اتصال به سطح سلول و ایجاد برجستگی غشای پلاسمایی با واسطهٔ اکتین ایجاد می‌کنند که در نهایت سلول را آلوده می‌کنند. نشان داده شده که شیگا توکسین تولید شده توسط اشریشیا کلی انتروهموراژیک از راه ماکروپینوسیتوز وارد سلول‌های هدف می‌شود و باعث عوارضی در دستگاه گوارش می‌شود. پاتوژن‌های دیگری که مشخص شده‌است از این مکانیسم استفاده می‌کنند، ویروس هرپس مرتبط با سارکوم کاپوزی و سالمونلا هستند.